# Крехівські печери
Крехівські печери — це природно підземні порожнини, які простяглись від села Крехів до міста Яворів. 
Вони є заповнені повітрям з частково твердими відкладами. 
Печери у Крехові є однією з найунікальніших пам'яток України, бо зберегли свій первісний вигляд із давньоруських часів. В наш час навколо них виник цілий сакральний комплекс із Хресною дорогою, церквами, каплицями та джерелами води.
Розташовані печери на території парку «Розточчя» у селі Кре́хів, яке знаходиться у Жовківському районі, Львівської області.

## Загальна характеристика
Виникли печери від дощу та танучих снігів, адже вода проникала крапля за краплею в глибини Землі і збиралась там у річки та потічки. Ці потоки пробирались серед гірських порід, розчинаючи та забираючи з собою вапняки, гіпс, доломіт, а на їх місці залишали порожнечі. 

## Історія відкриття
Ще в давні часів вони слугували прихистком для людей, адже саме в цей час були сільські заворушення, кристалізація Речі Посполитої та інші неприємності, які змушували людей шукати місце, де можна вберегтись від ворога. Історія натякає на те, що це місце було оборонним. Існує легенда, що ходив молитись до Крехова у 1648 р. сам Богдан Хмельницький, а у 1672 р. - Петро Дорошенко разом з Іваном Мазепою. 
Кажуть, що до Крехівських печер дістається не кожен, хто відвідує Крехівський монастир. Саме від нього вказівники ведуть у ліс і за 1,5–2 км. виводять до печерного скиту, Крехівської праобителі. Печерний монастир засновано в 1590 р. чернцями Києво-Печерської лаври Йоїлом та Сильвестром. Монастир складається з двох печер. Дорога від монастиря до печер доволі цікава, проте важка, незважаючи на те, що є підйом, сходи та навіть драбина. А ще тут є джерело. Комусь священне, а комусь - просто жажду вгамувати. 
Крехівський монастир знаходиться неподалік від центру села. Доїхати туди зі Львова не важко.

## Галерея

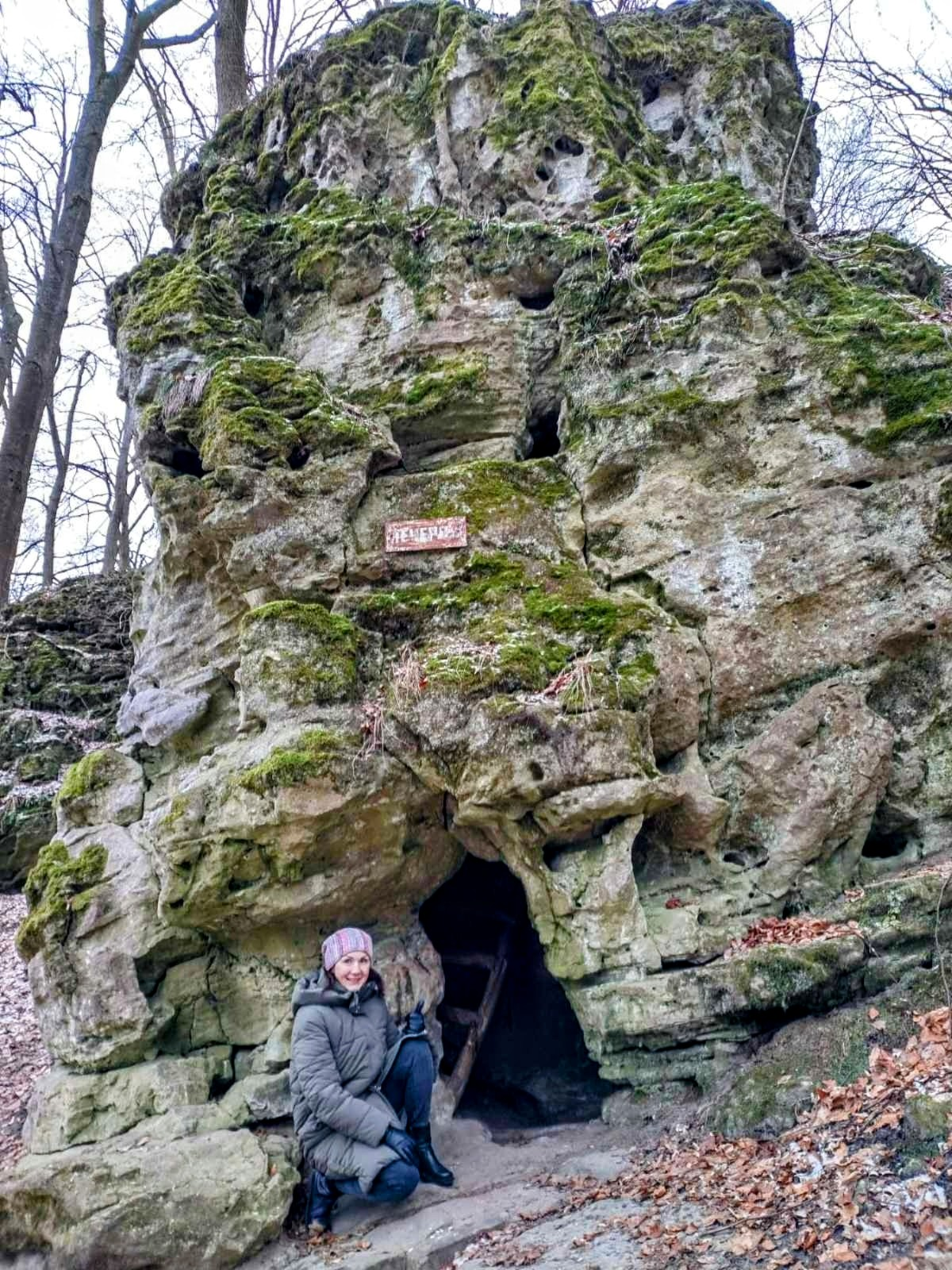
Вхід до другої печери
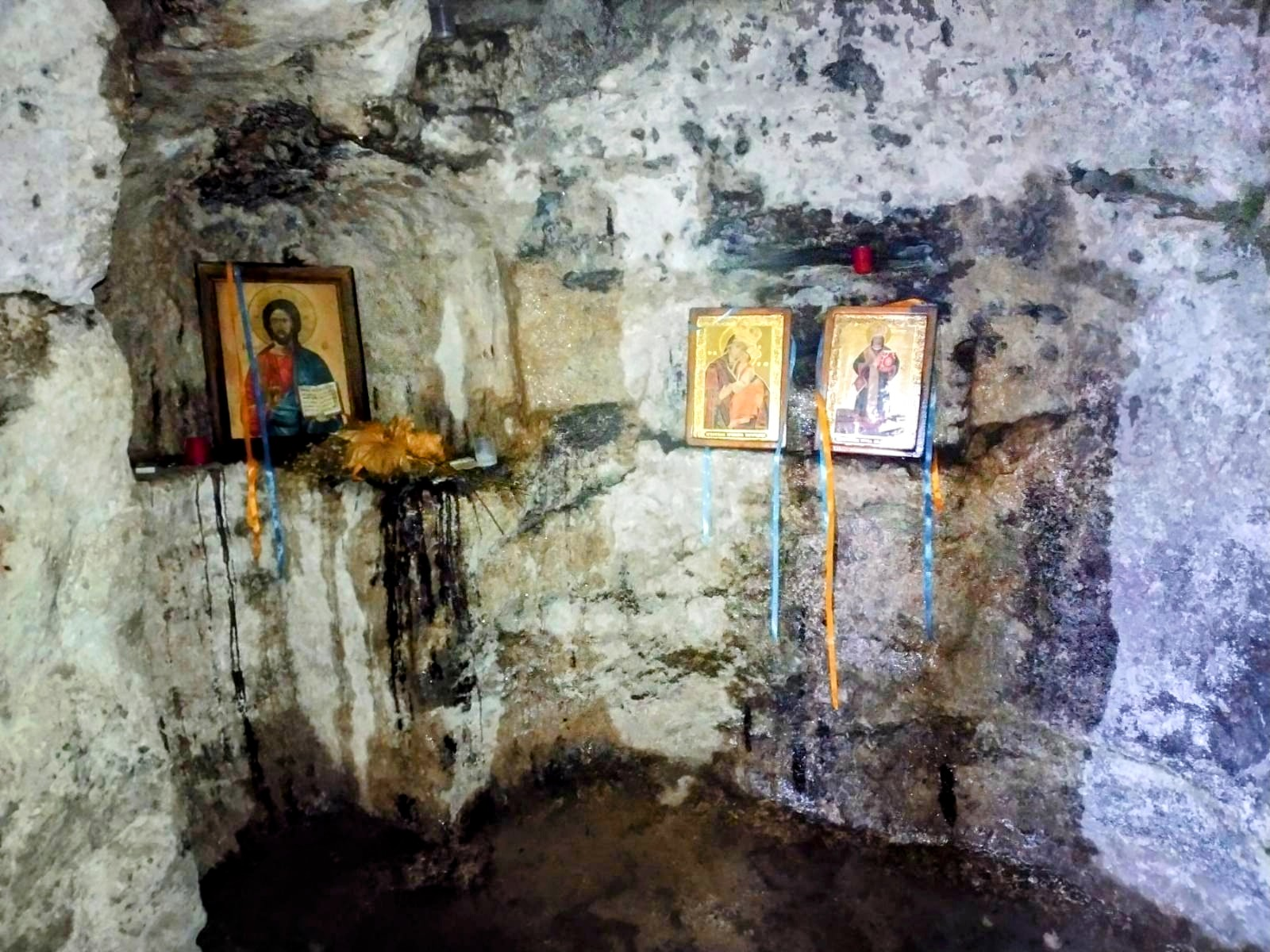
Печерний вівтар
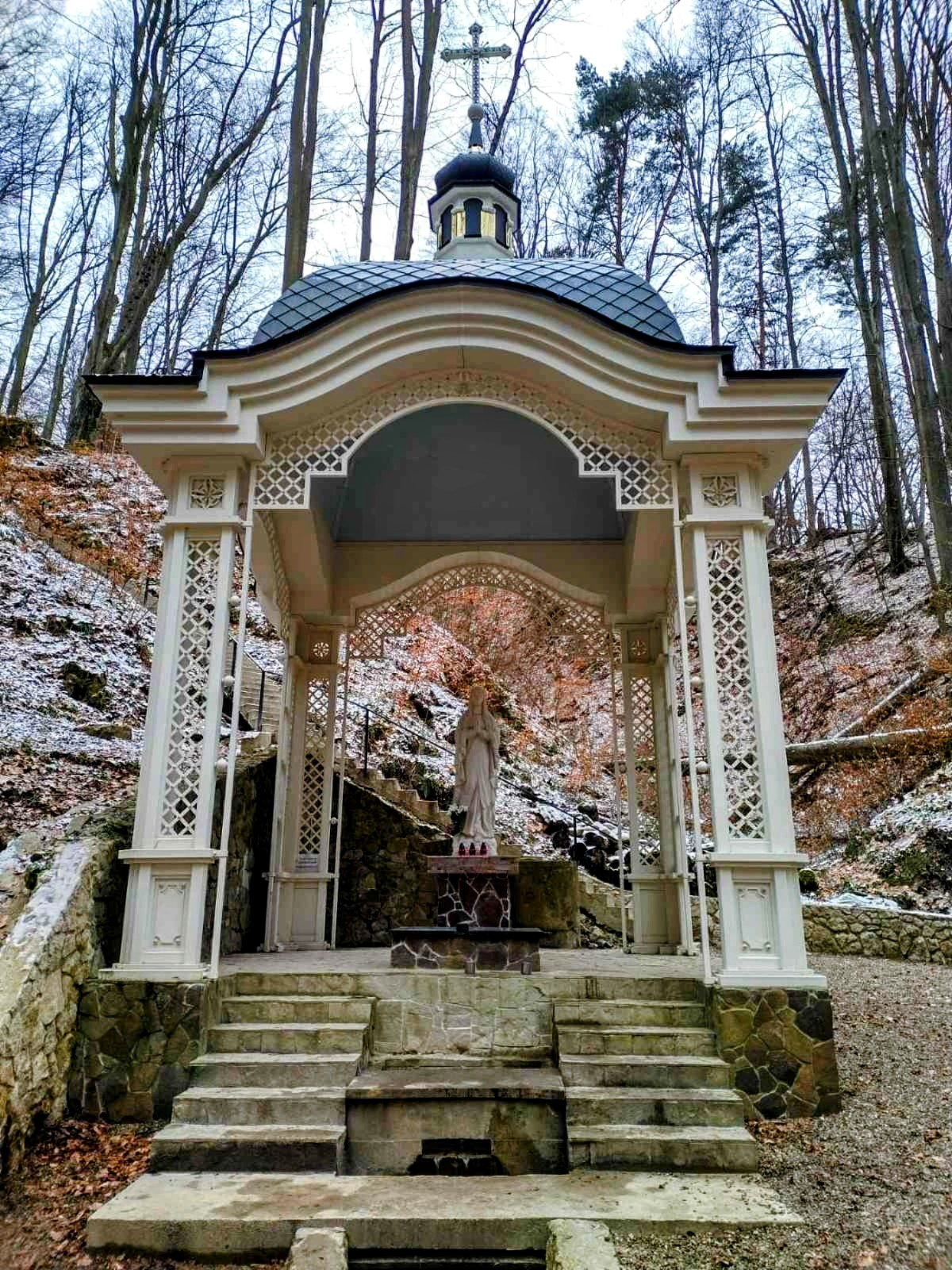
Каплиця Пресвятої Богородиці при джерелі